# Anthony Knockaert
Anthony Patrick Knockaert (20 de novembro de 1991) é um ex-futebolista francês que atuava como ponta-direita.

## Carreira

### Guinguamp
Nascido em Roubaix, começou sua carreira profissional pelo Guinguamp. Formou-se nas categorias de base do Wasquehal, Leers, Lens, Mouscron e Lesquin. Quase desistiu do futebol por causa de seu antigo treinador, ele dissera que Anthony foi liberado da academia de juniores por causa de sua baixa estatura.
Assinou seu primeiro contrato profissional no verão de 2009, com o Guinguamp. Foi importante ajudando o clube a subir para a segunda divisão francesa, assinalando 4 gols em 27 aparições. Destacou-se na vitória sobre o Grenoble na Copa da Liga Francesa e contra o Evian com gols nas duas partidas. Marcou seus primeiros gols na terceira divisão francesa contra o Maccabi Paris Metrópole no dia 22 de abril de 2011.
A temporada 2011–12 rendeu-lhe 38 partidas e 13 jogos por todas as competições. Marcou os gols da vitória sobre o Vannes na Copa da Liga Francesa em 9 de agosto. Destacou-se fazendo gols contra o Reims, Monaco, Sedan, Istres, Boulogne, Le Havre, Troyes e Lens, além de dois contra o Metz e um contra o Clermont.

### Leicester City
Transferiu-se para o clube inglês por 2,5 milhões de libras no dia 1 de agosto de 2012. O francês estreia pelos Foxes no dia 18 de agosto na vitória sobre o Peterborough United. Seu primeiro gol pelo clube foi na derrota para o Burton Albion pela Copa da Liga Inglesa, de falta. Os primeiros gols na segunda divisão inglesa aconteceram contra o Huddersfield Town em 2 de outubro. Dali pra frente marcaria gols contra Ipswich Town, Barnsley, Huddersfield Town (pelo returno) e Wolverhampton Wanderers. No dia 4 de maio de 2013, assinalou o gol da vitória do Leicester sobre seus rival Nottingham Forest por 3 a 2, garantindo a participação nos playoffs de promoção de divisão. Tudo corria bem para o jogador, havia dado a assistência para o 50º gol de Andy King no clube, só que no segundo jogo contra o Watford pelos playoffs, Knockaert ganha um pênalti e bate, Manuel Almunia defende a cobrança e o rebote. O Watford teve um contra-ataque e fez o terceiro gol dos Hornets na partida, eliminando o Leicester City no final do jogo.
Na temporada 2013–14, findou com 7 gols em 50 partidas, entre elas: Carlisle United (pela Copa da Liga), Derby County (2º round da Copa da Liga), Watford, Sheffield Wednesday, Bolton e Millwall. Fez o gol que assegurou os Foxes na primeira divisão inglesa contra o Sheffield Wednesday, de falta.
No final da temporada 2014–15, declinou uma proposta de extensão de contrato no clube e se despediu dos fãs após poucas chances de atuação e maior parte jogando no time reserva da equipe.

### Standard Liége
Chegou ao clube belga no dia 4 de junho de 2015 como agente livre. De julho do mesmo ano a janeiro de 2016, jogou 20 vezes e marcou 7 gols.

### Brighton & Hove Albion
No dia 7 de janeiro de 2016, assinou com as Gaivotas por três anos. Apesar de chegar na janela de inverno de transferências, fez 5 gols em 16 partidas. Deixou sua marca logo de cara contra o Huddersfield Town com duas assistências. Seu primeiro tento aconteceu na vitória de 3 a 0 sobre o Brentford no dia 5 de fevereiro. O restante dos gols aconteceram contra o Burnley, Fullham e Queens Park Rangers.
No dia 14 de abril de 2017 foi denominado o jogador do ano da Segunda Divisão Inglesa com 13 gols em 40 jogos.
Agora com seu clube na Premier League, Anthony marca o gol de empate contra o Everton e contra o Bournemouth.
No dia 5 de janeiro de 2019, marcou seu primeiro gol na FA Cup na vitória por 3-1 fora de casa contra o Bournemouth. Também marcou, no dia 9 de março, um gol de fora da área na vitória de 2 a 1 sobre o Crystal Palace no Selhurst Park.

## Estatísticas
Última atualização em maio de 2018.
| Clube                  | Temporada         | Liga                 | Liga | Liga | National Cup | National Cup | League Cup | League Cup | Outros | Outros | Total | Total |
| Clube                  | Temporada         | Divisão              | J    | Gols | J            | Gols         | J          | Gols       | J      | Gols   | Jogos | Gols  |
| ---------------------- | ----------------- | -------------------- | ---- | ---- | ------------ | ------------ | ---------- | ---------- | ------ | ------ | ----- | ----- |
| Guingamp               | 2010–11           | Championnat National | 23   | 2    | 0            | 0            | 4          | 3          | —      | —      | 27    | 5     |
| Guingamp               | 2011–12           | Ligue 2              | 36   | 11   | 2            | 0            | 2          | 2          | —      | —      | 40    | 13    |
| Guingamp               | Total             | Total                | 59   | 13   | 2            | 0            | 6          | 5          | —      | —      | 67    | 18    |
| Leicester City         | 2012–13           | Championship         | 42   | 8    | 2            | 0            | 1          | 1          | 2      | 0      | 47    | 9     |
| Leicester City         | 2013–14           | Championship         | 42   | 5    | 1            | 0            | 5          | 2          | —      | —      | 48    | 7     |
| Leicester City         | 2014–15           | Premier League       | 9    | 0    | 1            | 0            | 1          | 0          | —      | —      | 11    | 0     |
| Leicester City         | Total             | Total                | 93   | 13   | 4            | 0            | 7          | 3          | 2      | 0      | 106   | 16    |
| Standard Liège         | 2015–16           | Belgian Pro League   | 20   | 5    | 3            | 0            | —          | —          | 4      | 2      | 27    | 7     |
| Brighton & Hove Albion | 2015–16           | Championship         | 19   | 5    | 0            | 0            | 0          | 0          | 2      | 0      | 21    | 5     |
| Brighton & Hove Albion | 2016–17           | Championship         | 45   | 15   | 0            | 0            | 0          | 0          | —      | —      | 45    | 15    |
| Brighton & Hove Albion | 2017–18           | Premier League       | 33   | 3    | 2            | 0            | 2          | 0          | —      | —      | 37    | 3     |
| Brighton & Hove Albion | Total             | Total                | 97   | 23   | 2            | 0            | 2          | 0          | 2      | 0      | 103   | 23    |
| Total na carreira      | Total na carreira | Total na carreira    | 269  | 54   | 11           | 0            | 15         | 8          | 8      | 2      | 303   | 64    |

## Prêmios
Leicester City
- Football League Championship: 2013-14

Individual
- PFA Team of the Year: Championshipn 2016-17[40]
- Championship Player of the Year: 2016-17[41]
- Championship Player of the Month: abril de 2016